# Lancer du javelot aux Jeux olympiques
Pour un article plus général, voir Athlétisme aux Jeux olympiques.
Le lancer du javelot masculin figure au programme des Jeux olympiques depuis la quatrième édition, en 1908 à Londres. Les femmes participent à cette épreuve depuis les Jeux de 1932, à Los Angeles.
Avec trois médailles d'or remportées, le Tchèque Jan Železný est l’athlète le plus titré dans cette épreuve. Sa compatriote Barbora Špotáková et l'Allemande Ruth Fuchs, avec deux titres, détiennent quant à elles le record de victoires féminines.
Les records olympiques de la discipline sont actuellement détenus par le pakistanais Arshad Nadeem, auteur de 92,97 m en finale des Jeux olympiques d'été de 2024, à Paris, et par la Cubaine Olisdeilys Menéndez, créditée de 71,53 m lors des Jeux olympiques de 2004, à Athènes.

## Éditions
| Années | 96 | 00 | 04 | 08 | 12 | 20 | 24 | 28 | 32 | 36 | 48 | 52 | 56 | 60 | 64 | 68 | 72 | 76 | 80 | 84 | 88 | 92 | 96 | 00 | 04 | 08 | 12 | 16 | 20 | 24 | Total |
| ------ | -- | -- | -- | -- | -- | -- | -- | -- | -- | -- | -- | -- | -- | -- | -- | -- | -- | -- | -- | -- | -- | -- | -- | -- | -- | -- | -- | -- | -- | -- | ----- |
| Hommes |    |    |    | X  | X  | X  | X  | X  | X  | X  | X  | X  | X  | X  | X  | X  | X  | X  | X  | X  | X  | X  | X  | X  | X  | X  | X  | X  | X  | X  | 27    |
| Femmes |    |    |    |    |    |    |    |    | X  | X  | X  | X  | X  | X  | X  | X  | X  | X  | X  | X  | X  | X  | X  | X  | X  | X  | X  | X  | X  | X  | 22    |

## Hommes

### Historique

#### 1908-1936

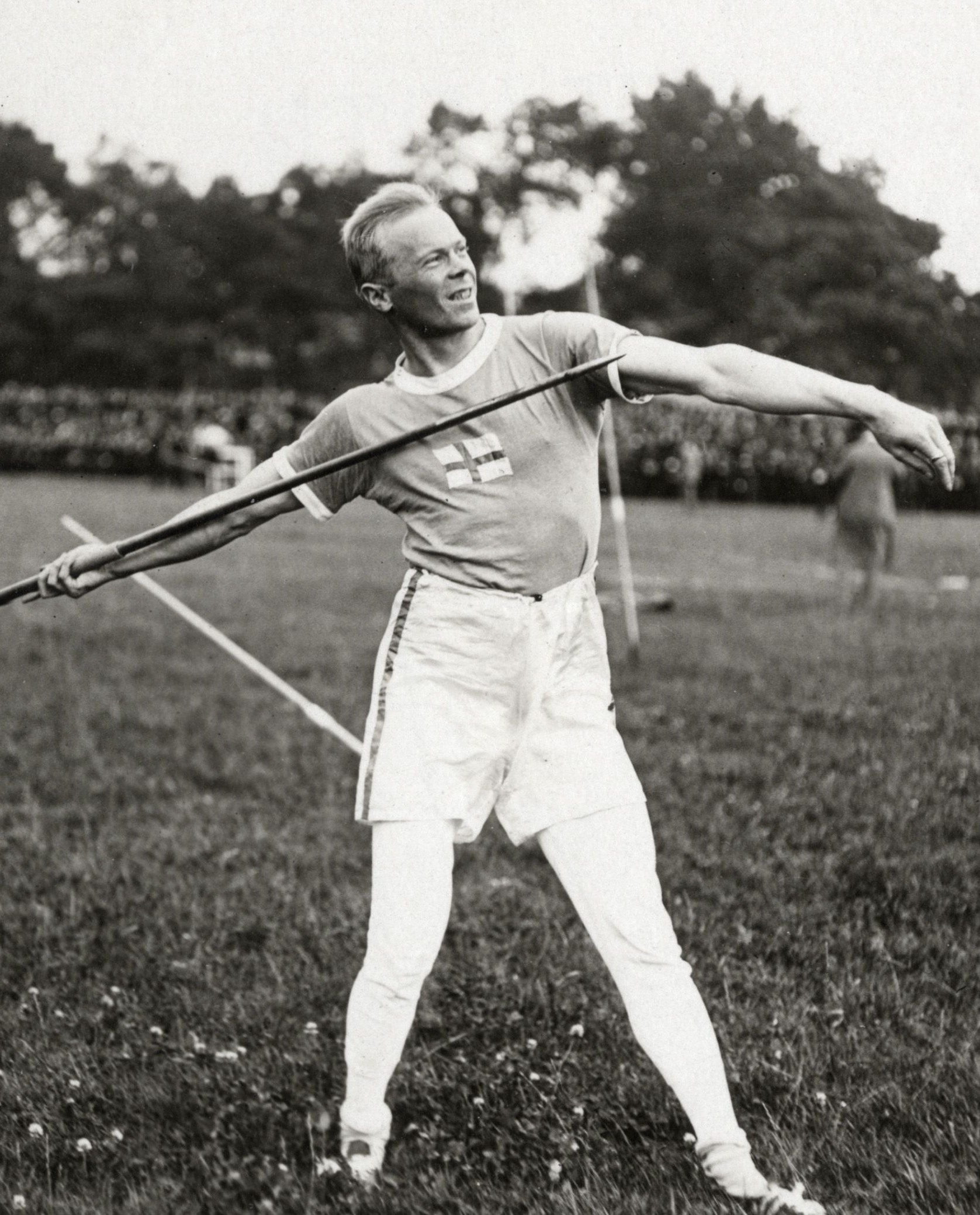
Jonni Myyrä, champion olympique en 1920 et 1924.

L'épreuve du lancer du javelot fait sa première apparition olympique lors des Jeux olympiques de 1908, à Londres où la finale voit s'opposer seize concurrents issus de six nations. L'épreuve est remportée par le Suédois Eric Lemming avec un lancer à 54,83 m, devançant le Norvégien Arne Halse et l'autre suédois Otto Nilsson. Lors de ces mêmes Jeux est organisé pour la première et unique fois de l'histoire un concours de lancer du javelot style libre, épreuve remportée également par Eric Lemming.
Lors des Jeux olympiques de 1912, à Stockholm, Eric Lemming conserve son titre olympique dans le style classique en effectuant un lancer à 60,64 m, devançant le Finlandais Juho Saaristo et le Hongrois Mór Kóczán. Comme à Londres quatre ans plus tôt, une épreuve supplémentaire de lancer du javelot est organisée, le lancer du javelot à deux mains, consistant à additionner les résultats obtenus par les athlètes à l'aide de leur bras droit et de leur bras gauche. Le Finlandais Juho Saaristo remporte ce concours disputé pour la première et seule fois aux Jeux olympiques.
Le Finlandais Jonni Myyrä, alors détenteur du record du monde du lancer du javelot, remporte le titre des Jeux olympiques de 1920 à Anvers. Il réalise la marque de 65,78 m, nouveau record olympique, et devance ses deux compatriotes Urho Peltonen et Pekka Johansson. La veille, lors des qualifications, Jonni Myyrä est blessé par un javelot lancé par l'Américain Arthur Tuck, javelot lui éraflant le coude gauche.
Quatre ans plus tard, aux Jeux olympiques de 1924 à Anvers, Jonni Myyrä conserve son titre olympique avec un meilleur lancer mesuré à 62,96 m, nouveau record olympique. Le Suédois Gunnar Lindström et l'Américain Eugene Oberst se classe respectivement deuxième et troisième de la finale composée de six concurrents.
Le titre des Jeux olympiques de 1928, à Amsterdam, est remporté par le Suédois Erik Lundqvist qui réalise un lancer à 66,60 m (record olympique). Il devance le Hongrois Béla Szepes et le Norvégien Olav Sunde, le favori finlandais Eino Penttilä ne prenant que la sixième place. Quelques jours après ces Jeux, Erik Lundqvist portera le record du monde à 71,01 m.
Lors des Jeux olympiques de 1932, à Los Angeles, le Finlandais Matti Järvinen confirme son statut de favori en remportant le titre olympique après avoir amélioré à cinq reprises le record du monde entre 1930 et 1932. Il s'impose avec la marque de 72,71 m, record olympique qui tiendra jusqu'en 1952, et devance ses deux compatriotes, Matti Sippala et Eino Penttilä. Pour commémorer l'exploit de Matti Järvinen, la Finlande fera bâtir, en 1939, une tour d'une hauteur de 72,71 m surplombant le Stade olympique d'Helsinki où les Jeux olympiques de 1940 auraient dû avoir lieu.
En 1936, lors des Jeux olympiques de Berlin, l'Allemand Gerhard Stöck s'impose sur son sol avec un lancer à 71,84 m, devant les Finlandais Yrjö Nikkanen et Kalervo Toivonen. Matti Järvinen, qui a amélioré à cinq autres reprises le record du monde depuis son titre olympique de 1932, termine cinquième de l'épreuve en raison d'une blessure.

#### 1948-1964

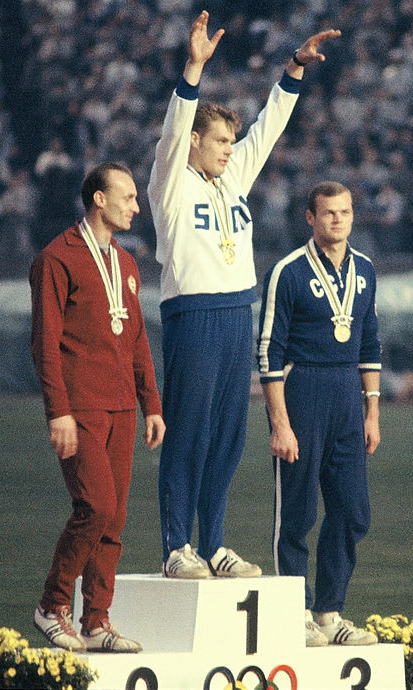
Podium des Jeux olympiques de 1964 (Kulcsár, Nevala et Lūsis).

Lors des Jeux olympiques de 1948 à Londres, le Finlandais Tapio Rautavaara inscrit son nom au palmarès en remportant la finale avec un lancer à 69,77 m réussi à son premier essai. L'Américain Steve Seymour est médaillé d'argent avec 67,56 m et le Hongrois József Várszegi médaillé de bronze avec 67,03 m.
En 1952, lors des Jeux olympiques d'Helsinki, l'Américain Cyrus Young devient le premier non-européen à remporter le titre olympique du javelot. En finale, il réalise un nouveau record olympique avec la marque de 73,78 m, réalisée à son deuxième essai, et devance son compatriote William Miller (72,46 m) et le Finlandais Toivo Hyytiäinen (71,89 m), champion d'Europe en 1950. A la neuvième place, apparait l'Américain Bud Held qui révolutionnera la discipline dès l'année suivante en créant ses propres modèles de javelot, et en étant le premier athlète à dépasser la limite des 80 mètres.
Lors des Jeux olympiques de 1956, à Melbourne, le record olympique est amélioré cinq fois en finale : par Cyrus Young, par le Soviétique Viktor Tsybulenko à deux reprises, par le Polonais Janusz Sidło et enfin par le Norvégien Egil Danielsen qui atteint la marque de 85,71 m à son quatrième essai, remportant le titre olympique en établissant un nouveau record du monde. Janusz Sidło est deuxième avec 79,98 m et Viktor Tsybulenko troisième avec 79,50 m. Le concours est marqué par des vents violents soufflants face aux concurrents.
Médaillé de bronze à Melbourne, Viktor Tsybulenko devient champion olympique lors des Jeux olympiques de 1960, à Rome, en établissant le meilleur lancer de sa carrière avec 84,64 m, réussi à sa première tentative. Il devance l'Allemand Walter Krüger (79,36 m) et le Hongrois Gergely Kulcsár (78,57 m). Janusz Sidło, champion d'Europe en 1958 et médaillé d'argent en 1956, se classe 8e de l'épreuve alors que l'Américain Al Cantello, détenteur du record mondial depuis 1959, prend la 10e place.
Lors des Jeux olympiques de 1964, à Tokyo, le Finlandais Pauli Nevala remporte le titre olympique avec la marque de 82,66 m, devançant de justesse Gergely Kulcsár (82,32 m) et le Soviétique Jānis Lūsis (80,57 m). Le Norvégien Terje Pedersen, qui était devenu le premier athlète à lancer au-delà des 90 mètres en portant le record du monde à 91,72 m quelques jours avant le début des Jeux, est éliminé dès les qualifications.

#### 1968-1984

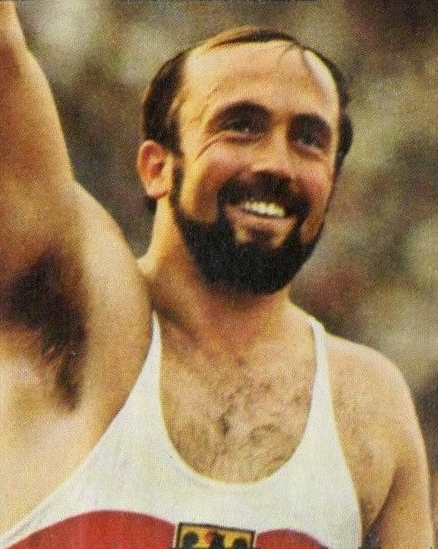
Klaus Wolfermann, champion olympique en 1972.

En finale des Jeux olympiques de 1968, à Mexico, quatre records olympiques sont améliorés successivement : par le Finlandais Jorma Kinnunen (86,30 m), par Jānis Lūsis une première fois (86,34 m) et par Gergely Kulcsár (87,06 m). À son sixième et dernier essai, Jānis Lūsis, qui a battu le record du monde quelques semaines avant le début de la compétition (91,98 m), porte le record olympique à 90,10 m et s'adjuge la médaille d'or, devant Jorma Kinnunen (88,58 m) et Gergely Kulcsár (87,06 m).
Quatre ans plus tard, lors des Jeux olympiques de 1972, à Munich, Jānis Lūsis est le grand favori de la compétition après avoir remporté son quatrième titre de champion d'Europe en 1971, et avoir porté le record du monde à 93,80 m peu avant ces Jeux. Cependant, il cède son titre olympique à l'Allemand Klaus Wolfermann, malgré un lancer à 90,46 m réalisé à son sixième et dernier essai. Klaus Wolfermann le devance de 2 cm seulement en atteignant la marque de 90,48 m à sa cinquième tentative (nouveau record olympique), l'Américain William Schmidt complètant le podium avec 84,42 m. En trois Jeux olympiques consécutifs, Jānis Lūsis s'adjuge trois médailles dans trois métaux différents. 
Le Hongrois Miklós Németh remporte le titre des Jeux olympiques de 1976, à Montréal, en établissant un nouveau record du monde avec un lancer à 94,58 m, réalisé dès son premier essai. Il devance le Finlandais Hannu Siitonen (87,92 m) et le Roumain Gheorghe Megelea (87,16 m) et décroche l'or olympique 28 ans après son père, Imre Németh, champion olympique du lancer du marteau en 1948.
Lors des Jeux olympiques de 1980, à Moscou, la victoire revient au Soviétique Dainis Kūla qui s'impose avec un lancer à 91,20 m réalisé à son quatrième essai. Son compatriote Aleksandr Makarov est médaillé d'argent avec 89,64 m et l'Est-allemand Wolfgang Hanisch médaillé de bronze avec 86,72 m. Miklós Németh, champion olympique en titre, se classe huitième de la finale alors que son compatriote Ferenc Paragi, nouveau détenteur du record du monde, termine à la dixième place.
Aux Jeux olympiques de 1984, à Los Angeles, le Finlandais Arto Härkönen s'adjuge le titre olympique avec un jet à 86,76 m réalisé au quatrième essai, devançant le Britannique Dave Ottley (85,74 m) et le Suédois Kenth Eldebrink (83,72 m). L'Est-allemand Uwe Hohn, qui a porté le record du monde à 104,80 m quelques jours avant le début de ces Jeux, est absent pour cause de boycott de la RDA, de même que son compatriote Detlef Michel, champion du monde en 1983. Arto Härkönen est le premier gaucher à remporter un titre olympique au lancer du javelot.

#### 1988-2004

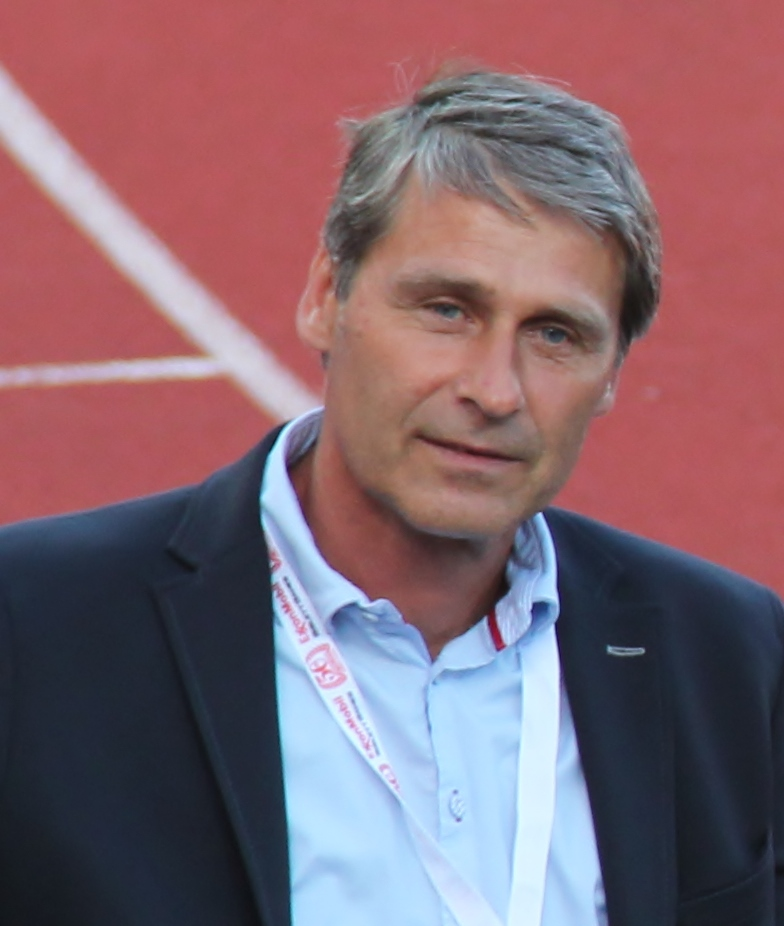
Jan Železný, champion olympique en 1992, 1996 et 2000.

Lors des Jeux olympiques de 1988, à Séoul, le Finlandais Tapio Korjus remporte la médaille d'or en effectuant un lancer à 84,28 m à son sixième et dernier essai, devançant le Tchécoslovaque Jan Železný (84,12 m), alors détenteur du record du monde avec le deuxième modèle de javelot en vigueur depuis 1986, et l'autre finlandais Seppo Räty (83,26 m), champion du monde en 1987. La veille, en qualifications, Jan Železný avait établi un nouveau record olympique avec 85,90 m.
Aux Jeux olympiques de 1992, à Barcelone, Jan Železný s'assure le titre olympique en réalisant un lancer à 89,66 m dès sa première tentative (record olympique). Le podium est complété par Seppo Räty, médaillé d'argent avec 86,60 m et le Britannique Steve Backley, médaillé de bronze avec 83,38 m.
Quatre ans plus tard, lors des Jeux olympiques de 1996 à Atlanta, Jan Železný devient le premier athlète depuis Jonni Myyrä en 1924 à conserver son titre olympique au lancer du javelot, quelques semaines après avoir porté le record du monde à 98,48 m avec le nouveau modèle de javelot en vigueur depuis 1991, et un an après avoir remporté son deuxième titre de champion du monde. Le Tchèque l'emporte avec la marque de 88,16 m qu'il effectue à son deuxième essai, devant Steve Backley (87,44 m) et Seppo Räty (86,98 m) qui monte pour la troisième fois consécutive sur un podium olympique.
Jan Železný remporte son troisième titre olympique consécutif lors des Jeux olympiques de 2000, à Sydney, en établissant la marque de 90,17 m à son troisième essai (nouveau record olympique). Steve Backley, qui a remporté les trois derniers titres de champion d'Europe, est médaillé d'argent, comme à Atlanta quatre ans plus tôt, avec 89,85 m alors que le Russe Sergey Makarov s'adjuge la médaille de bronze avec 88,67 m.
Lors des Jeux olympiques de 2004, au stade olympique d'Athènes, le Norvégien Andreas Thorkildsen remporte le concours en effectuant un lancer à 86,50 m à son deuxième essai, nouveau record personnel. Il devance le Lituanien Vadims Vasiļevskis (84,95 m) et Sergey Makarov, champion du monde en 2003, qui obtient sa deuxième médaille de bronze consécutive aux Jeux (84,84 m). Steve Backley termine au pied du podium avec 84,13 m alors que le triple tenant du titre Jan Železný se classe neuvième de l'épreuve.

#### Depuis 2008

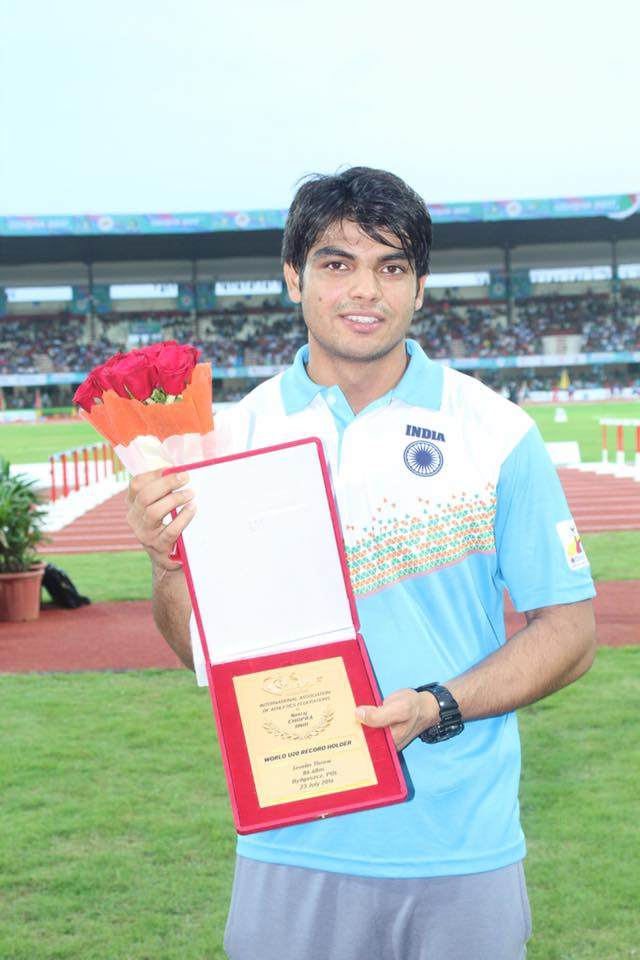
Neeraj Chopra, champion olympique en 2021.

Andreas Thorkildsen conserve son titre olympique en remportant le concours des Jeux olympiques de 2008, à Pékin. Avec un lancer à 90,57 m réalisé à sa cinquième tentative, le Norvégien devance de près de 4 mètres le Letton Ainārs Kovals (86,64 m) et le Finlandais Tero Pitkämäki (86,16 m). Il bat par la même occasion le record olympique du Tchèque Jan Železný situé à 90,17 m et datant de 2000. 
En 2012, le Trinidadien Keshorn Walcott crée la surprise en s'imposant lors des Jeux olympiques de Londres avec la marque de 84,58 m établie à son deuxième essai (record national), devançant de 7 cm l'Ukrainien Oleksandr Pyatnytsya (84,51 m) et de 48 cm le Finlandais Antti Ruuskanen (84,12 m). Plus jeune champion olympique de l'histoire du lancer du javelot à seulement 19 ans, il n'est que le deuxième non-européen après Cyrus Young, titré en 1952 à Helsinki, à s'imposer en finale olympique du javelot . En mai 2017, Oleksandr Pyatnytsya est disqualifié pour dopage. La médaille d'argent est réattribuée à Antti Ruuskanen et la médaille de bronze au Tchèque Vítězslav Veselý.
Lors des Jeux olympiques de 2016, à Rio de Janeiro, l'Allemand Thomas Röhler remporte le concours avec un jet à 90,30 m réussi à son cinquième essai, devant le champion du monde en titre Julius Yego (88,24 m), qui est le premier médaillé africain dans cette épreuve, et le champion olympique en titre Keshorn Walcott (85,38 m).
En 2021 à Tokyo, l'Indien Neeraj Chopra crée la sensation en décrochant le titre olympique avec un lancer à 87,58 m, offrant ainsi la première médaille d'or de l'histoire de son pays en athlétisme aux Jeux Olympiques. Derrière lui, les Tchèques Jakub Vadlejch (86,67 m) et Vítězslav Veselý (85,44 m) prennent respectivement les deuxième et troisième place, Vesely obtenant même la deuxième médaille de bronze olympique de sa carrière après celle de Londres en 2012. Grand favori pour la finale, l'Allemand Johannes Vetter se classe seulement neuvième alors qu'il avait réussi la deuxième meilleure performance de tous les temps en 2020 avec 97,76 m. Le champion olympique en titre Thomas Röhler avait quant à lui déclaré forfait peu avant les Jeux en raison d'une blessure au dos.
En 2024 à Paris, le Pakistanais Arshad Nadeem bat le record olympique d'Andreas Thorkildsen et décroche le titre avec une marque à 92,97 mètres. Il devance le champion en titre Neeraj Chopra (89,45 m) et le Grenadien Anderson Peters (88,54 m). Il s'agit du premier podium du lancer de javelot olympique qui n'est composé d'aucun athlète européen.

### Palmarès
| Édition | Or                                | Argent                           | Bronze                          |
| ------- | --------------------------------- | -------------------------------- | ------------------------------- |
| 1908    | Eric Lemming (SWE) 54,83 m        | Arne Halse (NOR) 50,58 m         | Otto Nilsson (SWE) 47,11 m      |
| 1912    | Eric Lemming (SWE) 60,64 m        | Juho Saaristo (FIN) 58,66 m      | Mór Kóczán (HUN) 55,50 m        |
| 1920    | Jonni Myyrä (FIN) 65,78 m         | Urho Peltonen (FIN) 63,60 m      | Pekka Johansson (FIN) 63,09 m   |
| 1924    | Jonni Myyrä (FIN) 62,96 m         | Gunnar Lindström (SWE) 60,92 m   | Eugene Oberst (USA) 58,35 m     |
| 1928    | Erik Lundqvist (SWE) 66,60 m      | Béla Szepes (HUN) 65,26 m        | Olav Sunde (NOR) 63,97 m        |
| 1932    | Matti Järvinen (FIN) 72,71 m      | Matti Sippala (FIN) 69,80 m      | Eino Penttilä (FIN) 68,70 m     |
| 1936    | Gerhard Stöck (GER) 71,84 m       | Yrjö Nikkanen (FIN) 70,77 m      | Kalervo Toivonen (FIN) 70,72 m  |
| 1948    | Tapio Rautavaara (FIN) 69,77 m    | Steve Seymour (USA) 67,56 m      | József Várszegi (HUN) 67,03 m   |
| 1952    | Cyrus Young (USA) 73,78 m         | William Miller (USA) 72,46 m     | Toivo Hyytiäinen (FIN) 71,89 m  |
| 1956    | Egil Danielsen (NOR) 85,71 m      | Janusz Sidło (POL) 79,98 m       | Viktor Tsybulenko (URS) 79,50 m |
| 1960    | Viktor Tsybulenko (URS) 84,64 m   | Walter Krüger (EUA) 79,36 m      | Gergely Kulcsár (HUN) 78,57 m   |
| 1964    | Pauli Nevala (FIN) 82,66 m        | Gergely Kulcsár (HUN) 82,32 m    | Jānis Lūsis (URS) 80,57 m       |
| 1968    | Jānis Lūsis (URS) 90,10 m         | Jorma Kinnunen (FIN) 88,58 m     | Gergely Kulcsár (HUN) 87,06 m   |
| 1972    | Klaus Wolfermann (FRG) 90,48 m    | Jānis Lūsis (URS) 90,46 m        | Bill Schmidt (USA) 84,42 m      |
| 1976    | Miklós Németh (HUN) 94,58 m       | Hannu Siitonen (FIN) 87,92 m     | Gheorghe Megelea (ROU) 87,16 m  |
| 1980    | Dainis Kūla (URS) 91,20 m         | Aleksandr Makarov (URS) 89,64 m  | Wolfgang Hanisch (GDR) 86,72 m  |
| 1984    | Arto Härkönen (FIN) 86,76 m       | Dave Ottley (GBR) 85,75 m        | Kenth Eldebrink (SWE) 83,72 m   |
| 1988    | Tapio Korjus (FIN) 84,28 m        | Jan Železný (TCH) 84,12 m        | Seppo Räty (FIN) 83,26 m        |
| 1992    | Jan Železný (TCH) 89,66 m         | Seppo Räty (FIN) 86,60 m         | Steve Backley (GBR) 83,38 m     |
| 1996    | Jan Železný (CZE) 88,16 m         | Steve Backley (GBR) 87,44 m      | Seppo Räty (FIN) 86,98 m        |
| 2000    | Jan Železný (CZE) 90,17 m         | Steve Backley (GBR) 89,85 m      | Sergueï Makarov (RUS) 88,67 m   |
| 2004    | Andreas Thorkildsen (NOR) 86,50 m | Vadims Vasiļevskis (LAT) 84,95 m | Sergueï Makarov (RUS) 84,84 m   |
| 2008    | Andreas Thorkildsen (NOR) 90,57 m | Ainars Kovals (LAT) 86,64 m      | Tero Pitkämäki (FIN) 86,16 m    |
| 2012    | Keshorn Walcott (TRI) 84,58 m     | Antti Ruuskanen (FIN) 84,12 m    | Vítězslav Veselý (CZE) 83,34 m  |
| 2016    | Thomas Röhler (GER) 90,30 m       | Julius Yego (KEN) 88,24 m        | Keshorn Walcott (TRI) 85,38 m   |
| 2020    | Neeraj Chopra (IND) 87,58 m       | Jakub Vadlejch (CZE) 86,67 m     | Vítězslav Veselý (CZE) 85,44 m  |
| 2024    | Arshad Nadeem (PAK) 92,97 m       | Neeraj Chopra (IND) 89,45 m      | Anderson Peters (GRN) 88,54 m   |

### Multiples médaillés
| Rang | Athlète             | Pays              | Période   | Or | Argent | Bronze | Total |
| ---- | ------------------- | ----------------- | --------- | -- | ------ | ------ | ----- |
| 1    | Jan Železný         | Tchéquie          | 1988–2000 | 3  | 1      | 0      | 4     |
| 2    | Eric Lemming        | Suède             | 1908–1912 | 2  | 0      | 0      | 2     |
| 2    | Jonni Myyrä         | Finlande          | 1920–1924 | 2  | 0      | 0      | 2     |
| 2    | Andreas Thorkildsen | Norvège           | 2004–2008 | 2  | 0      | 0      | 2     |
| 5    | Jānis Lūsis         | Union soviétique  | 1964–1972 | 1  | 1      | 1      | 3     |
| 6    | Neeraj Chopra       | Inde              | 2021–2024 | 1  | 1      | 0      | 2     |
| 7    | Viktor Tsybulenko   | Union soviétique  | 1956–1960 | 1  | 0      | 1      | 2     |
| 7    | Keshorn Walcott     | Trinité-et-Tobago | 2012-2016 | 1  | 0      | 1      | 2     |
| 9    | Steve Backley       | Grande-Bretagne   | 1992–2000 | 0  | 2      | 1      | 3     |
| 10   | Gergely Kulcsár     | Hongrie           | 1960–1968 | 0  | 1      | 2      | 3     |
| 10   | Seppo Räty          | Finlande          | 1988–1996 | 0  | 1      | 2      | 3     |
| 12   | Sergey Makarov      | Russie            | 2000–2004 | 0  | 0      | 2      | 2     |
| 12   | Vítězslav Veselý    | Tchéquie          | 2012–2021 | 0  | 0      | 2      | 2     |

### Record olympique
| Marque                                                  | Athlète             | Lieu        | Date              | Record |
| ------------------------------------------------------- | ------------------- | ----------- | ----------------- | ------ |
| Premier modèle (1912-1986)                              |                     |             |                   |        |
| 47,11 m                                                 | Otto Nilsson        | Londres     | 17 juillet 1908   |        |
| 53,69 m                                                 | Eric Lemming        | Londres     | 17 juillet 1908   |        |
| 54,83 m                                                 | Eric Lemming        | Londres     | 17 juillet 1908   |        |
| 55,37 m                                                 | Juho Saaristo       | Stockholm   | 6 juillet 1912    |        |
| 57,42 m                                                 | Eric Lemming        | Stockholm   | 6 juillet 1912    |        |
| 60,64 m                                                 | Eric Lemming        | Stockholm   | 6 juillet 1912    |        |
| 61,00 m                                                 | Juho Saaristo       | Stockholm   | 9 juillet 1912    |        |
| 63,60 m                                                 | Urho Peltonen       | Anvers      | 15 août 1920      |        |
| 65,78 m                                                 | Jonni Myyrä         | Anvers      | 15 août 1920      |        |
| 66,60 m                                                 | Erik Lundqvist      | Amsterdam   | 2 août 1928       |        |
| 71,25 m                                                 | Matti Järvinen      | Los Angeles | 4 août 1932       |        |
| 72,71 m                                                 | Matti Järvinen      | Los Angeles | 4 août 1932       |        |
| 73,78 m                                                 | Cyrus Young         | Helsinki    | 23 juillet 1952   |        |
| 74,76 m                                                 | Cyrus Young         | Melbourne   | 26 novembre 1956  |        |
| 74,96 m                                                 | Viktor Tsybulenko   | Melbourne   | 26 novembre 1956  |        |
| 75,84 m                                                 | Viktor Tsybulenko   | Melbourne   | 26 novembre 1956  |        |
| 79,98 m                                                 | Janusz Sidło        | Melbourne   | 26 novembre 1956  |        |
| 85,71 m                                                 | Egil Danielsen      | Melbourne   | 26 novembre 1956  | WR     |
| 86,30 m                                                 | Jorma Kinnunen      | Mexico      | 16 octobre 1968   |        |
| 86,34 m                                                 | Jānis Lūsis         | Mexico      | 16 octobre 1968   |        |
| 87,06 m                                                 | Gergely Kulcsár     | Mexico      | 16 octobre 1968   |        |
| 90,10 m                                                 | Jānis Lūsis         | Mexico      | 16 octobre 1968   |        |
| 90,48 m                                                 | Klaus Wolfermann    | Munich      | 3 septembre 1972  |        |
| 94,58 m                                                 | Miklós Németh       | Montréal    | 26 juillet 1976   | WR     |
| Deuxième modèle (du 1er avril 1986 au 17 novembre 1991) |                     |             |                   |        |
| 85,90 m                                                 | Jan Železný         | Séoul       | 24 septembre 1988 |        |
| Modèle actuel (depuis le 18 novembre 1991)              |                     |             |                   |        |
| 89,66 m                                                 | Jan Železný         | Barcelone   | 8 août 1992       |        |
| 89,85 m                                                 | Steve Backley       | Sydney      | 23 septembre 2000 |        |
| 90,17 m                                                 | Jan Železný         | Sydney      | 23 septembre 2000 |        |
| 90,57 m                                                 | Andreas Thorkildsen | Pékin       | 23 août 2008      |        |
| 92,97 m                                                 | Arshad Nadeem       | Paris       | 8 août 2024       |        |

## Femmes

### Historique

#### 1932-1964

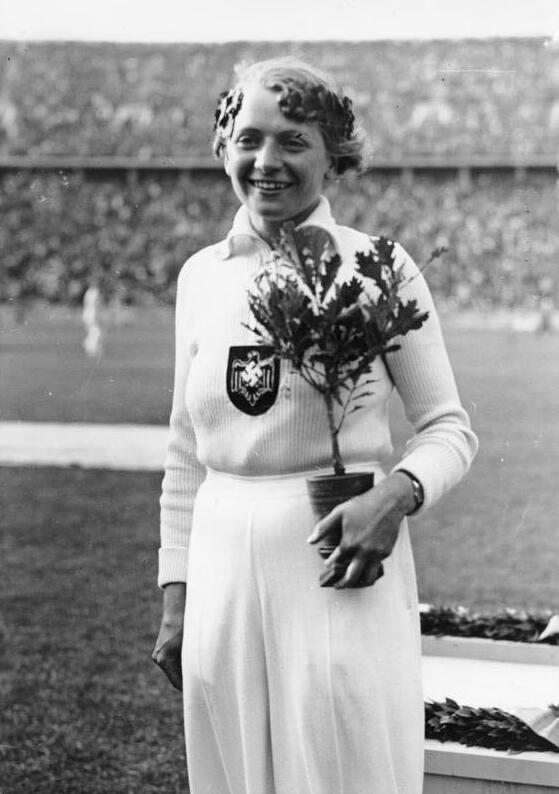
Tilly Fleischer, championne olympique du lancer du javelot en 1936 à Berlin.

Le concours du lancer du javelot féminin fait sa première apparition olympique à l'occasion des Jeux de Los Angeles 1932. L'Américaine Mildred Didrikson Zaharias s'impose avec la marque de 43,69 m et devance deux athlètes allemandes : Ellen Braumüller qui termine à la deuxième place avec 43,50 m et Tilly Fleischer, médaillée de bronze avec 43,01 m. L'Américaine Nan Gindele, alors détentrice du record du monde avec 46,74 m, ne termine qu'à la cinquième place. « Babe » Zaharias remportera deux autres médailles lors de ces Jeux : l'or sur 80 m haies et l'argent au saut en hauteur.
Quatre ans plus tard, aux Jeux olympiques de Berlin, Tilly Fleischer s'empare du titre olympique en effectuant un meilleur lancer à 45,18 m à son cinquième essai, nouveau record olympique. Sa compatriote du Reich allemand Luise Krüger remporte la médaille d'argent avec un jet à 43,29 m, la Polonaise Maria Kwaśniewska s'adjugeant la médaille de bronze avec 41,80 m. L'Autrichienne Herma Bauma, qui figurait parmi les favorites à la victoire, termine au pied du podium.
Aux Jeux olympiques de Londres en 1948, Herma Bauma est sacrée championne olympique à l'âge de 35 ans, douze ans après sa dernière participation olympique. Détentrice du record du monde depuis 1947, elle atteint la marque de 45,57 m (nouveau record olympique) et devance sur le podium la Finlandaise Kaisa Parviainen (43,79 m) et  la Danoise Lily Carlstedt (42,08 m).
La Tchécoslovaque Dana Zátopková remporte le concours du lancer du javelot aux Jeux olympiques de 1952, à Helsinki en portant, dès sa première tentative, le record olympique à 50,47 m. Elle devance deux athlètes soviétiques : Aleksandra Chudina, deuxième avec 50,01 m et Yelena Gorchakova, troisième avec 49,76 m. Le sacre de Dana Zátopková intervient moins d'une heure après celui de son mari Emil Zátopek dans l'épreuve du 5 000 m.
En 1956, à Melbourne, la Soviétique Inese Jaunzeme améliore à trois reprises le record olympique en réalisant successivement 51,63 m à son premier essai, 53,40 m à son quatrième essai, et enfin 53,86 m à son sixième et dernier essai. la Chilienne Marlene Ahrens obtient la médaille d'argent avec 50,38 m et l'autre soviétique Nadezhda Konyayeva, détentrice du record du monde depuis 1954, la médaille de bronze avec 50,28 m. La tenante du titre Dana Zátopková termine au pied du podium.
En 1960, lors des Jeux olympiques de Rome, la Soviétique Elvīra Ozoliņa confirme son statut de favorite en remportant la titre avec un jet à 55,98 m qu'elle établit à son premier essai (nouveau record olympique). Dana Zátopková s'adjuge la médaille d'argent avec 53,78 m, devant l'autre soviétique Birutė Kalėdienė (53,45 m).
Lors des Jeux olympiques de 1964 à Tokyo, la Soviétique Yelena Gorchakova établit un nouveau record du monde dès les qualifications avec la marque de 62,40 m. Mais, plus tard dans la journée en finale, elle est battue par la Roumaine Mihaela Peneș, âgée de 17 ans seulement, qui créée la surprise en réalisant 60,54 m à son premier essai. La Hongroise Márta Rudas se classe deuxième du concours avec 58,27 m alors que Gorchakova doit se contenter de la médaille de bronze avec un meilleur lancer mesuré à 57,06 m. La tenante du titre Elvīra Ozoliņa se classe cinquième de l'épreuve.

#### 1968-1984

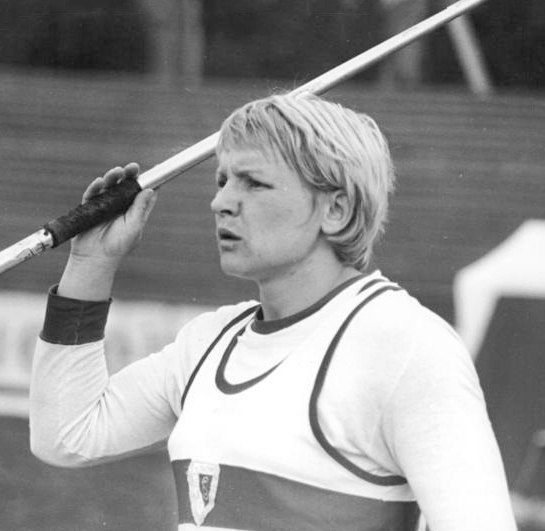
Ruth Fuchs, championne olympique en 1972 et 1976.

À Mexico en 1968, la tenante du titre Mihaela Peneș prend la tête du concours dès sa première tentative avec un jet à 59,92 m, mais cette marque est améliorée par la Hongroise Angéla Németh qui bat son record personnel à son deuxième essai avec 60,36 m. Peneș conserve la médaille d'argent devant l'Autrichienne Eva Janko, troisième avec 58,04 m. 
Quatre ans plus tard, en finale des Jeux olympiques de Munich, l'Est-allemande Ruth Fuchs s'empare de la médaille d'or en réalisant 63,88 m à son cinquième essai, nouveau record olympique. Elle devance sa compatriote Jacqueline Todten, qui obtient la médaille d'argent en atteignant la marque de 62,54 m à son sixième et ultime essai, et l'Américaine Kate Schmidt, médaillée de bronze avec 59,94 m. La Polonaise Ewa Gryziecka, qui avait battu le record du monde quelques semaines avant la compétition, ne termine qu'à la 7e place.
Ruth Fuchs est la favorite des Jeux olympiques de 1976 après avoir notamment amélioré à quatre reprises le record du monde entre 1972 à 1976, et avoir obtenu le titre européen en 1974. À Montréal, Fuchs devient la première athlète féminine à conserver son titre olympique au javelot en réalisant 65,94 m dès son premier essai, améliorant de 80 cm le record olympique qu'avait établi la veille en qualifications l'Allemande de l'Ouest Marion Becker. Celle-ci décroche la médaille d'argent avec 64,70 m, Kate Schmidt obtenant la médaille de bronze comme à Munich quatre ans plus tôt.
En 1980, lors des Jeux de Moscou, Ruth Fuchs ne parvient pas à décrocher un troisième titre olympique d'affilée en ne prenant que la 8e place de la finale avec 63,94 m. La surprise vient de la Cubaine María Colón, vainqueure des Jeux panaméricains de 1979, qui s'impose avec un jet victorieux de 68,40 m qu'elle réalise à son premier essai, nouveau record olympique. La Soviétique Saida Gunba se classe deuxième avec 67,76 m et l'Est-allemande Ute Hommola troisième avec 66,56 m. L'autre soviétique Tatyana Biryulina, qui avait battu le record du monde quelques jours plus tôt en devenant la première athlète à lancer au-delà des 70 mètres, ne prend la sixième place avec 65,08 m.
En l'absence des meilleures athlètes des pays du Bloc de l'Est absentes des Jeux olympiques de Los Angeles pour cause de boycott, le titre est remporté par la Britannique Tessa Sanderson qui réalise 69,56 m dès sa première tentative, signant un nouveau record olympique. Elle devance la Finlandaise Tiina Lillak, championne du monde un an plus tôt à Helsinki et détentrice du record du monde depuis 1983, qui obtient la médaille d'argent avec 69,00 m. L'autre britannique Fatima Whitbread décroche la médaille de bronze grâce à un jet à 67,14 m.

#### 1988-2004

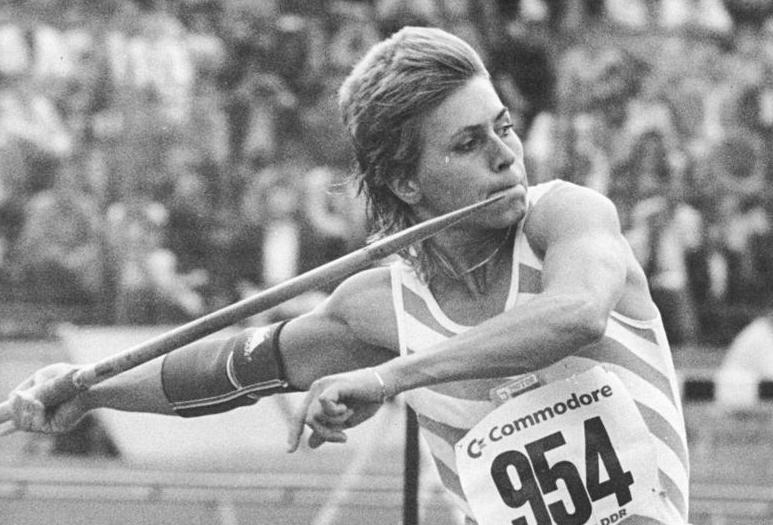
Petra Felke, championne olympique en 1988.

L'Est-allemande Petra Felke est la grande favorite des Jeux olympiques de 1988 après avoir porté le record du monde à 80 mètres quelques jours avant le début de la compétition. Felke s'adjuge la médaille d'or en établissant un nouveau record olympique à son deuxième essai avec 74,68 m. Fatima Whitbread, championne d'Europe en 1986 et championne du monde en 1987, se classe à la deuxième place avec 70,32 m, devançant l'autre Est-allemande Beate Koch (67,30 m). 
En 1992 à Barcelone Natalya Shikolenko, qui concourt sous les couleurs de l'équipe unifiée de l’ex-URSS, prend la tête dès son entrée dans le concours en atteignant la marque de 68,26 m. Mais le titre revient finalement à l'Allemande Silke Renk qui réalise 68,34 m à son sixième et dernier essai, devançant sur le podium Natalya Shikolenko et l'autre Allemande Karen Forkel (66,86 m). La Chinoise Xu Demei, championne du monde en 1991 à Tokyo, est éliminée dès les qualifications.
Quatre ans plus tard, aux Jeux olympiques d'Atlanta, 
la championne du monde du monde en titre Natalya Shikolenko rate son concours et ne termine 12e et dernière de la finale. La victoire revient à la Finlandaise Heli Rantanen qui s'impose avec un lancer à 67,94 m qu'elle établit à son premier essai. Elle devance l'Australienne Louise McPaul, médaillée d'argent avec 65,54 m et la Norvégienne Trine Hattestad, médaillée de bronze avec 64,98 m. Silke Renk, la tenante du titre, ne parvient à franchir le cap des qualifications.
Lors des Jeux de 2000 à Sydney, Trine Hattestad est sacrée championne olympique en établissant un nouveau record olympique dès sa première tentative avec 68,91 m. La Grecque Miréla Manjani-Tzelíli, qui figurait parmi les favorites après son titre de championne du monde obtenu un an plus tôt à Séville et son record du monde réalisé cette même année, décroche la médaille d'argent avec 67,51 m, devant la Cubaine Olisdeilys Menéndez, troisième avec 66,18 m. Trine Hattestad décroche son troisième titre international majeur après avoir été championne du monde en 1993 et 1997. Durant la saison 2000, elle a également amélioré par deux fois le record du monde.
Championne du monde en 2001, et nouvelle détentrice du record du monde avec 71,54 m, Olisdeilys Menéndez remporte le titre des Jeux olympiques de 2004 en établissant un nouveau record olympique à son premier essai avec 71,53 m. L'Allemande Steffi Nerius, qui bat son record personnel avec 65,82 m, monte sur la deuxième marche du podium et devance la tenante du titre Miréla Manjani, médaillée de bronze avec 64,29 m.

#### Depuis 2008

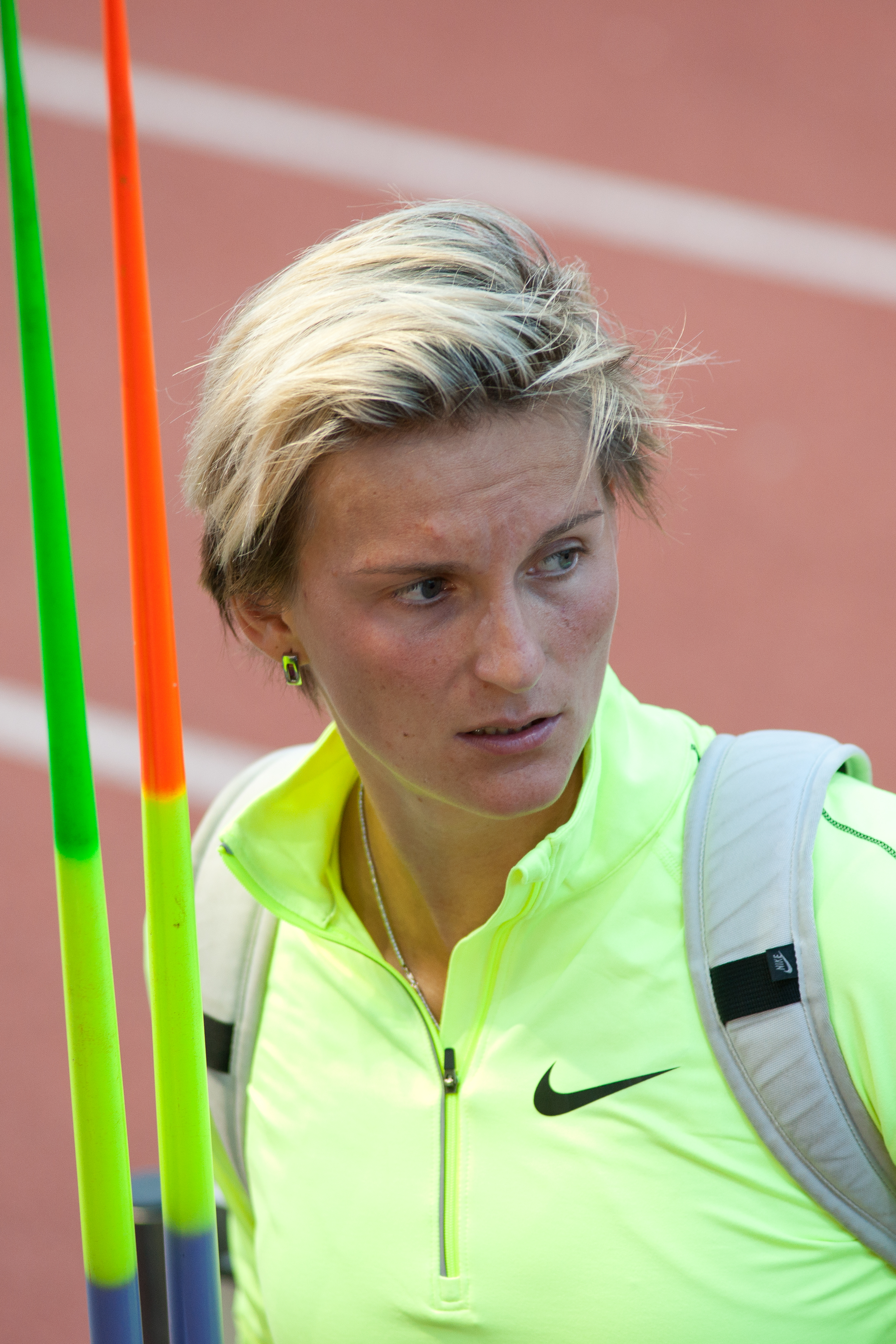
Barbora Špotáková, championne olympique en 2008 et 2012.

Aux Jeux Olympiques de 2008 à Pékin, la Tchèque Barbora Špotáková, championne du monde en titre, remporte la médaille d'or en établissant un nouveau record d'Europe du lancer du javelot avec un jet à 71,42 m réussi à son sixième et dernier essai. Elle devance initialement la Russe Mariya Abakumova, auteure de 70,78 m, mais cette dernière est convaincue de dopage en 2016 et est déchue de sa médaille d'argent au profit de l'Allemande Christina Obergföll (66,13 m), la Britannique Goldie Sayers (65,75 m) récupérant finalement la médaille de bronze. 
Quatre ans plus tard à Londres, Spotakova décroche son second titre olympique consécutif devant les Allemandes Christina Obergföll et Linda Stahl. La Tchèque sort victorieuse grâce à un lancer à 69,55 m réalisé à son quatrième essai, ses trois autres essais validés étant également supérieurs au meilleur jet de sa dauphine Christina Obergföll (65,16 m), laquelle glane malgré tout sa deuxième médaille d'argent olympique d'affilée. 
A Rio de Janeiro en 2016, Spotakova ne parvient pas à réaliser la passe de trois, ce qui aurait été une première dans l'histoire de la discipline chez les femmes, mais réussit tout de même à s'emparer de la médaille de bronze avec un jet à 64,80 m, laissant la Croate Sara Kolak remporter le titre à l'âge de 21 ans avec un nouveau record national à la clé (66,18 m), devant la Sud-Africaine Sunette Viljoen (64,92 m).
Lors des Jeux de 2020 à Tokyo, la Chinoise Liu Shiying  devient la première Asiatique titrée dans cette épreuve en lançant dès son premier essai à 66,34 m, sa meilleure performance de la saison. La Polonaise Maria Andrejczyk et l'Australienne Kelsey-Lee Barber (championne du monde en 2019) complètent le podium avec respectivement 64,61 m et 64,56 m.

### Palmarès
| Édition | Or                              | Argent                               | Bronze                           |
| ------- | ------------------------------- | ------------------------------------ | -------------------------------- |
| 1932    | Babe Didrikson (USA) 43,69 m    | Ellen Braumüller (GER) 43,50 m       | Tilly Fleischer (GER) 43,15 m    |
| 1936    | Tilly Fleischer (GER) 45,18 m   | Luise Krüger (GER) 43,29 m           | Maria Kwasniewska (POL) 41,80 m  |
| 1948    | Herma Bauma (AUT) 45,57 m       | Kaisa Parviainen (FIN) 43,79 m       | Lily Carlstedt (DEN) 42,08 m     |
| 1952    | Dana Zátopková (TCH) 50,47 m    | Aleksandra Chudina (URS) 50,01 m     | Elena Gorchakova (URS) 49,76 m   |
| 1956    | Inese Jaunzeme (URS) 53,86 m    | Marlene Ahrens (CHI) 50,38 m         | Nadezhda Konyayeva (URS) 50,28 m |
| 1960    | Elvīra Ozoliņa (URS) 55,98 m    | Dana Zátopková (TCH) 53,78 m         | Birute Kalediene (ROU) 53,45 m   |
| 1964    | Mihaela Penes (ROU) 60,54 m     | Márta Rudas (HUN) 58,27 m            | Elena Gorchakova (URS) 57,06 m   |
| 1968    | Angéla Németh (HUN) 60,36 m     | Mihaela Penes (ROU) 59,92 m          | Eva Janko (AUT) 58,04 m          |
| 1972    | Ruth Fuchs (GDR) 63,88 m        | Jacqueline Todten (GDR) 62,54 m      | Kate Schmidt (USA) 59,94 m       |
| 1976    | Ruth Fuchs (GDR) 65,94 m        | Marion Becker (FRG) 64,70 m          | Kate Schmidt (USA) 63,96 m       |
| 1980    | Maria Colón (CUB) 68,40 m       | Saida Gunba (URS) 67,76 m            | Ute Hommola (GDR) 66,56 m        |
| 1984    | Tessa Sanderson (GBR) 69,56 m   | Tiina Lillak (FIN) 69,00 m           | Fatima Whitbread (GBR) 67,14 m   |
| 1988    | Petra Felke (GDR) 74,68 m       | Fatima Whitbread (GBR) 70,32 m       | Beate Koch (GDR) 67,30 m         |
| 1992    | Silke Renk (GER) 68,34 m        | Natalya Shikolenko (EUN) 68,26 m     | Karen Forkel (GER) 66,86 m       |
| 1996    | Heli Rantanen (FIN) 67,94 m     | Louise McPaul (AUS) 65,54 m          | Trine Hattestad (NOR) 64,98 m    |
| 2000    | Trine Hattestad (NOR) 68,91 m   | Mirela Manjani-Tzelili (GRE) 67,51 m | Osleidys Menéndez (CUB) 66,18 m  |
| 2004    | Osleidys Menéndez (CUB) 71,53 m | Steffi Nerius (GER) 65,82 m          | Mirela Manjani (GRE) 64,29 m     |
| 2008    | Barbora Špotáková (CZE) 71,42 m | Christina Obergföll (GER) 66,13 m    | Goldie Sayers (GBR) 65,75 m      |
| 2012    | Barbora Špotáková (CZE) 69,55 m | Christina Obergföll (GER) 65,16 m    | Linda Stahl (GER) 64,91 m        |
| 2016    | Sara Kolak (CRO) 66,18 m        | Sunette Viljoen (RSA) 64,92 m        | Barbora Špotáková (CZE) 64,80 m  |
| 2020    | Liu Shiying (CHN) 66,34 m       | Maria Andrejczyk (POL) 64,61 m       | Kelsey-Lee Barber (AUS) 64,56 m  |
| 2024    | Haruka Kitaguchi (JPN) 65,80 m  | Jo-Ane van Dyk (RSA) 63,93 m         | Nikola Ogrodníková (CZE) 63,68 m |

### Multiples médaillées
| Rang | Athlète             | Pays               | Période   | Or | Argent | Bronze | Total |
| ---- | ------------------- | ------------------ | --------- | -- | ------ | ------ | ----- |
| 1    | Barbora Špotáková   | Tchéquie           | 2008–2016 | 2  | 0      | 1      | 3     |
| 2    | Ruth Fuchs          | Allemagne de l'Est | 1972–1976 | 2  | 0      | 0      | 2     |
| 3=   | Dana Zátopková      | Tchécoslovaquie    | 1952–1960 | 1  | 1      | 0      | 2     |
| 3=   | Mihaela Peneş       | Roumanie           | 1964–1968 | 1  | 1      | 0      | 2     |
| 5=   | Tilly Fleischer     | Allemagne          | 1932–1936 | 1  | 0      | 1      | 2     |
| 5=   | Trine Hattestad     | Norvège            | 1996–2000 | 1  | 0      | 1      | 2     |
| 5=   | Osleidys Menéndez   | Cuba               | 2000–2004 | 1  | 0      | 1      | 2     |
| 8=   | Fatima Whitbread    | Grande-Bretagne    | 1984–1988 | 0  | 1      | 1      | 2     |
| 8=   | Miréla Manjani      | Grèce              | 2000–2004 | 0  | 1      | 1      | 2     |
| 8=   | Christina Obergföll | Allemagne          | 2008–2012 | 0  | 1      | 1      | 2     |
| 11=  | Yelena Gorchakova   | Union soviétique   | 1952–1964 | 0  | 0      | 2      | 2     |
| 11=  | Kate Schmidt        | États-Unis         | 1972–1976 | 0  | 0      | 2      | 2     |

### Record olympique
| Marque                                   | Athlète             | Lieu        | Date               | Record |
| ---------------------------------------- | ------------------- | ----------- | ------------------ | ------ |
| Ancien modèle (1932-1999)                |                     |             |                    |        |
| 43,69 m                                  | Mildred Didrikson   | Los Angeles | 31 juillet 1932    |        |
| 44,69 m                                  | Ottilie Fleischer   | Berlin      | 2 août 1936        |        |
| 45,18 m                                  | Ottilie Fleischer   | Berlin      | 2 août 1936        |        |
| 45,57 m                                  | Herma Bauma         | Londres     | 31 juillet 1948    |        |
| 46,17 m                                  | Aleksandra Chudina  | Helsinki    | 24 juillet 1952    |        |
| 50,47 m                                  | Dana Zátopková      | Helsinki    | 24 juillet 1952    |        |
| 51,63 m                                  | Inese Jaunzeme      | Melbourne   | 28 novembre 1956   |        |
| 53,40 m                                  | Inese Jaunzeme      | Melbourne   | 28 novembre 1956   |        |
| 53,86 m                                  | Inese Jaunzeme      | Melbourne   | 28 novembre 1956   |        |
| 55,98 m                                  | Elvira Ozolina      | Rome        | 1er septembre 1960 |        |
| 62,40 m                                  | Yelena Gorchakova   | Tokyo       | 16 octobre 1964    | WR     |
| 63,88 m                                  | Ruth Fuchs          | Munich      | 1er septembre 1972 |        |
| 65,14 m                                  | Marion Becker       | Montréal    | 23 juillet 1976    |        |
| 65,94 m                                  | Ruth Fuchs          | Montréal    | 24 juillet 1976    |        |
| 66,66 m                                  | Ute Hommola         | Moscou      | 24 juillet 1980    |        |
| 68,40 m                                  | Maria-Caridad Colon | Moscou      | 25 juillet 1980    |        |
| 69,56 m                                  | Tessa Sanderson     | Los Angeles | 6 août 1984        |        |
| 74,68 m                                  | Petra Felke         | Séoul       | 26 septembre 1988  |        |
| Modèle actuel (depuis le 1er avril 1999) |                     |             |                    |        |
| 67,34 m                                  | Osleidys Menendez   | Sydney      | 29 septembre 2000  |        |
| 68,91 m                                  | Trine Hattestad     | Sydney      | 30 septembre 2000  |        |
| 71,53 m                                  | Osleidys Menendez   | Athènes     | 27 août 2004       |        |

## Anciennes épreuves
Une épreuve de lancer de javelot « style libre » s'est déroulée en 1908 à Londres, et une épreuve du lancer du javelot « à deux mains » est apparue lors des Jeux olympiques de 1912 à Stockholm.

### Lancer du javelot style libre
| Édition | Or                         | Argent                         | Bronze                   |
| ------- | -------------------------- | ------------------------------ | ------------------------ |
| 1908    | Eric Lemming (SWE) 54,45 m | Michális Dórizas (GRE) 51,36 m | Arne Halse (NOR) 49,73 m |

### Lancer du javelot à deux mains
| Édition | Or                           | Argent                          | Bronze                       |
| ------- | ---------------------------- | ------------------------------- | ---------------------------- |
| 1912    | Juho Saaristo (FIN) 109,42 m | Väinö Siikaniemi (FIN) 101,13 m | Urho Peltonen (FIN) 100,24 m |